# Cornfields, Arizona
Cornfields je naseljeno područje za statističke svrhe u američkoj saveznoj državi Arizona. Prema popisu stanovništva iz 2010. u njemu je živjelo 255 stanovnika.